# Grand (ligne bleue du métro de Chicago)
Pour les articles homonymes, voir Grand.
Ne doit pas être confondu avec Grand (ligne rouge du métro de Chicago).
Grand (anciennement Grand/Milwaukee) est une station souterraine de la ligne bleue du métro de Chicago.
Grand est une station typique du Milwaukee-Dearborn Subway, elle possède une mezzanine au-dessus du quai au croisement de  Milwaukee Avenue, Halsted Street et Grand Avenue.

## Description
La station Grand a ouvert ses portes en 1951 mais, considérée comme une station de moindre envergure, elle fut fermée en soirée et les week-ends en 1985 avant de fermer complètement en 1992. 
Les cinq entrées furent scellées et servirent durant de nombreuses années de dépotoir d’immondices improvisés avant que la Chicago Transit Authority (CTA) ne décide le 20 avril 1999, vu la reclassification du quartier aux alentours de la station, de la rénover entièrement et de la rouvrir. 
Grand fut rouverte le 15 juin 1999 pour un budget de 1,3 million de dollars. 
Elle a très peu changé depuis son ouverture en 1951. Seul fait marquant, en 2007 des néons LED bleus ont été posés dans le rebord de la voûte du quai afin d’égayer la station. 
520 664 passagers l’ont utilisée en 2008[réf. incomplète].

## Dessertes
| Nord/Ouest            |  |             |  | Sud/Est                     |
| --------------------- |  | ----------- |  | --------------------------- |
| Chicago vers O'Hare   |  | ligne bleue |  | Clark/Lake vers Forest Park |
| modifier sur Wikidata |  |             |  |                             |

## Correspondances
Avec les bus de la Chicago Transit Authority :
- #8 Halsted
- #33 Magnificent Mile Express
- #56 Milwaukee
- #65 Grand
- #132 Goose Island Express